# Команда Мираи
«Команда Мираи» (яп. チームみらい) — японская политическая партия, созданная в 2025 году инженером искусственного интеллекта и писателем-фантастом Такахиро Анно.

## История
6 июня 2024 года инженер искусственного интеллекта Такахиро Анно провёл пресс-конференцию и объявил о выдвижении своей кандидатуры на выборах губернатора Токио 2024 года. В результате он получил 154 638 голосов, заняв пятое место после Юрико Коикэ, Синдзи Исимары, Рэнхо и Тосио Тамогами. В период выборов его кандидатура мало освещалась в СМИ, и он фактически рассматривался как второстепенный кандидат. 
8 мая 2025 года Анно объявил о создании политической партии под названием «Команда Будущего (Team Mirai)». Новая партия приняла решение участвовать в выборах в Палату советников 2025 года. В результате, набрав 1 517 890 голосов (2,6 %), «Команда Мираи» получила одно место и статус национальной партии.

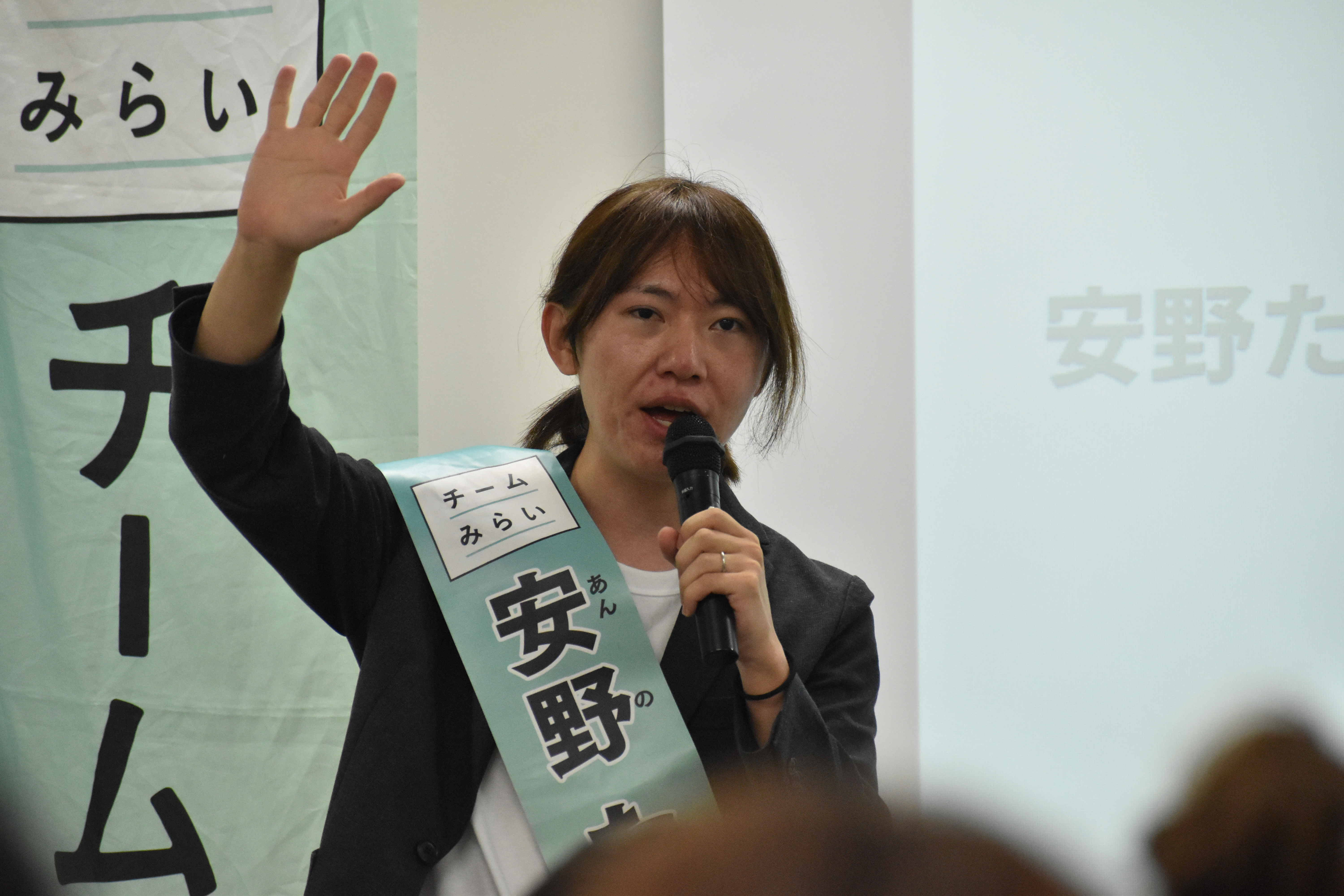
Такахиро Анно выступает с речью
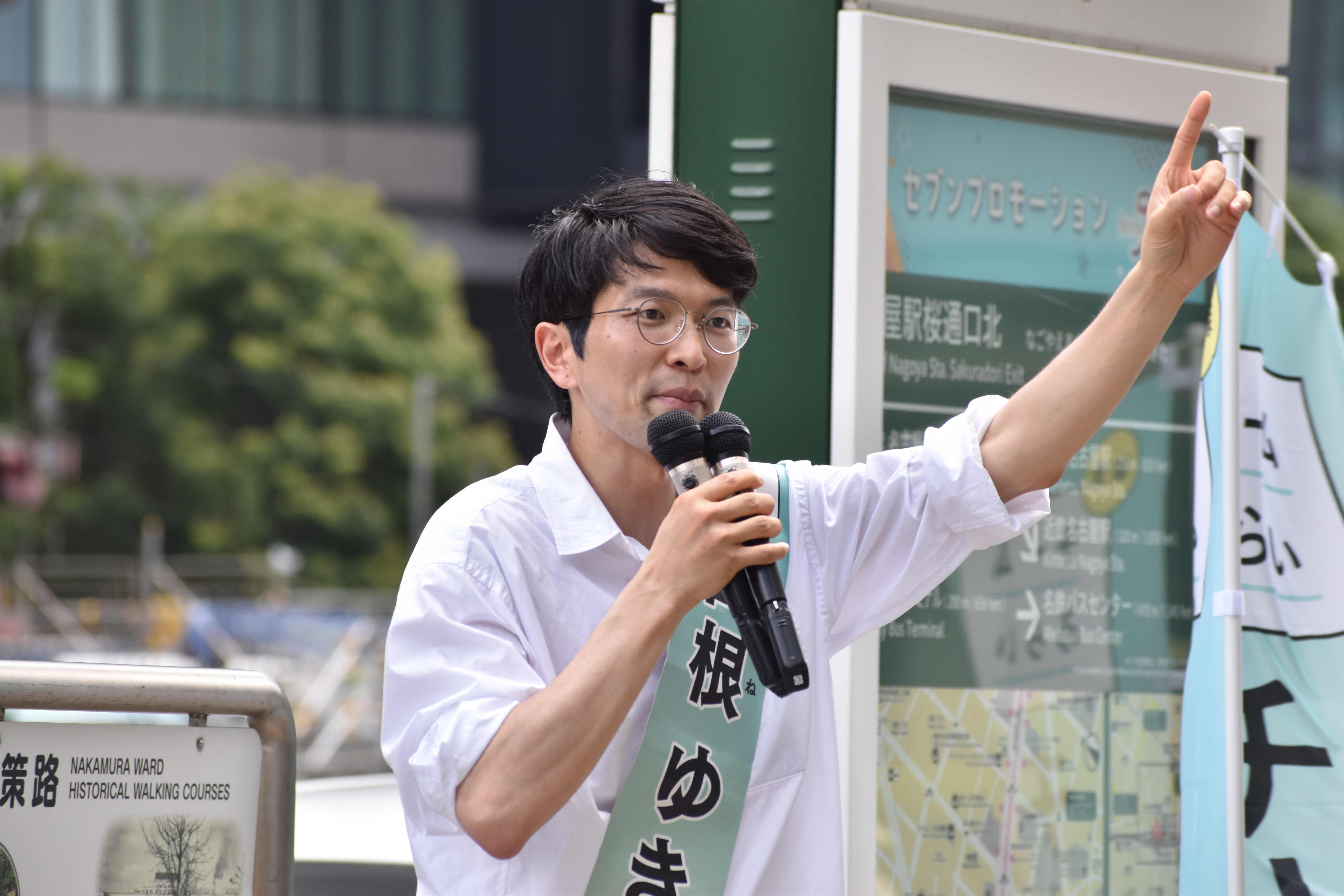
Яманэ Юкия, кандидат по избирательному округу префектуры Айти в 2025 году
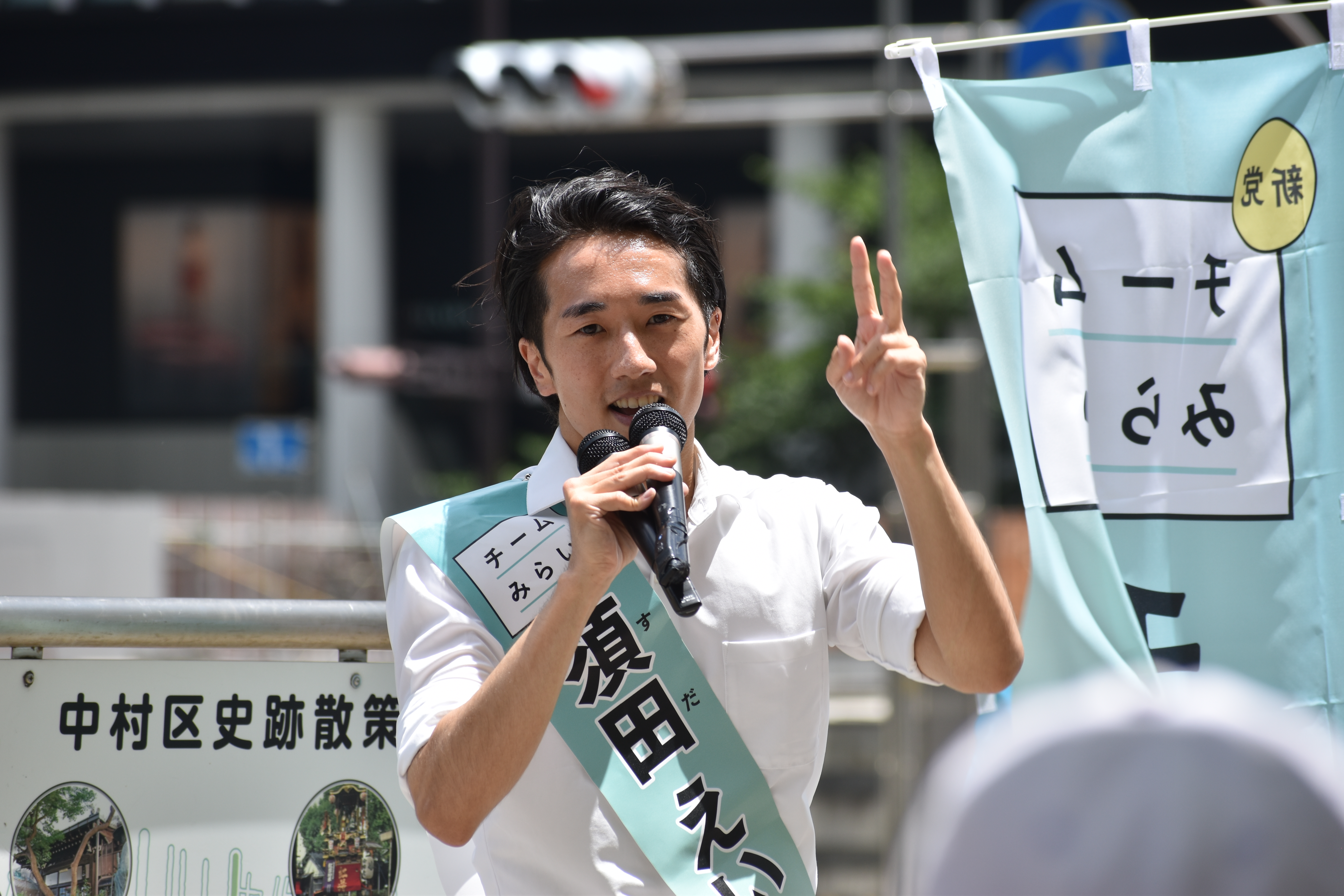
Суда Эйтаро, председатель избирательной кампании партии в 2025 году
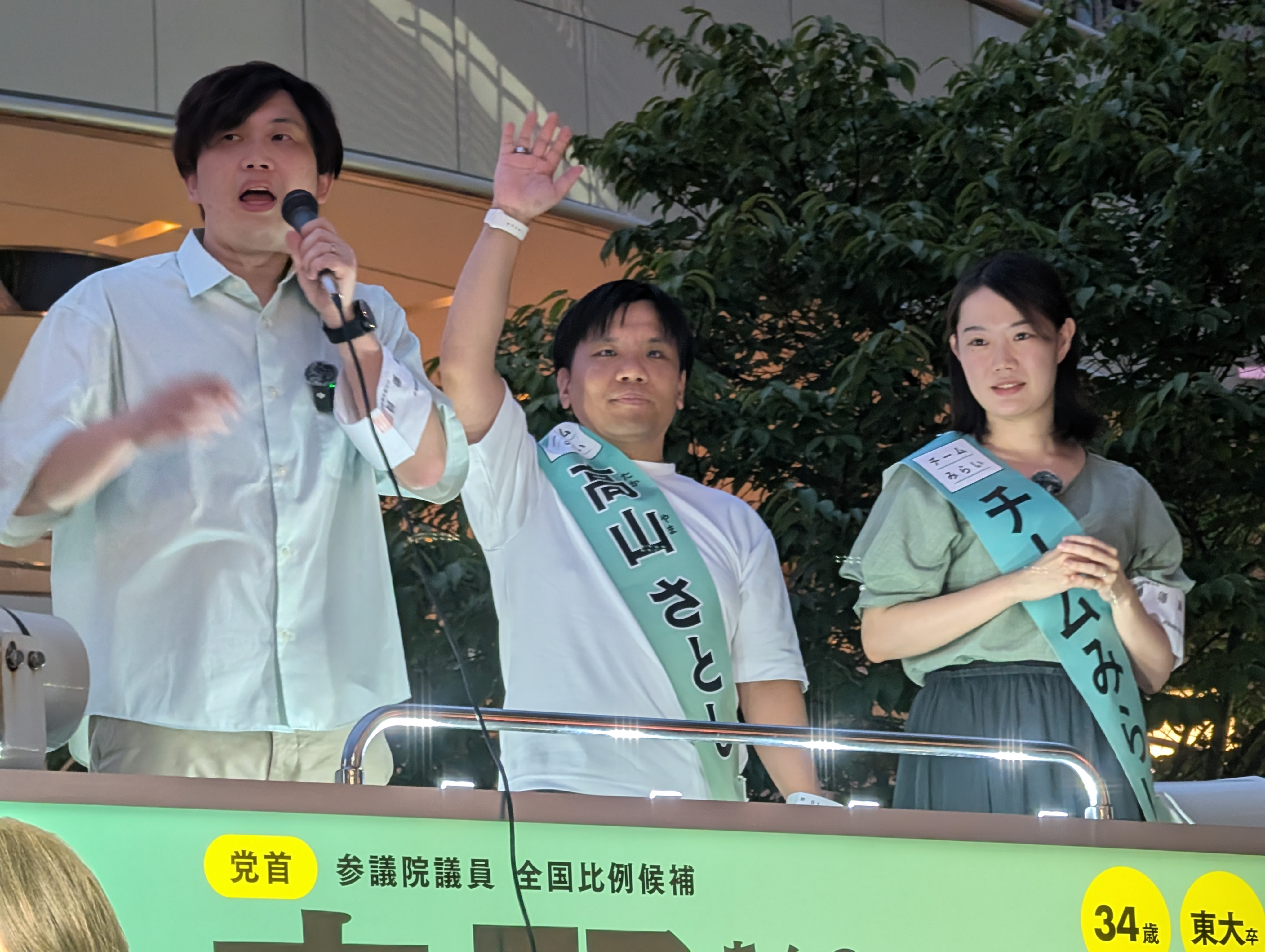
Слева направо: Сюхэй Кобаяси, кандидат по избирательному округу префектуры Тиба, Сатоши Такаяма, генеральный секретарь и Рина Куроива, супруга Анно

## Электоральные результаты

### Палата советников
| Выборы | Лидер         | По округам | По округам | По округам | По партийным спискам | По партийным спискам | По партийным спискам | Получено всего мест | Статус    |
| Выборы | Лидер         | Голосов    | %          | Мест       | Голосов              | %                    | Мест                 | Получено всего мест | Статус    |
| ------ | ------------- | ---------- | ---------- | ---------- | -------------------- | -------------------- | -------------------- | ------------------- | --------- |
| 2025   | Такахиро Анно | 956 674    | 1,62       | 0 из 75    | 1 517 890            | 2,56                 | 1 из 50              | 1 из 125            | Оппозиция |